# Abbazia di San Bartolomeo
L'abbazia di San Bartolomeo a Carpineto della Nora, in provincia di Pescara, è stata un'abbazia benedettina in Abruzzo, dichiarata monumento nazionale nel 1902.
Dal dicembre 2014 il Ministero per i beni e le attività culturali la gestisce tramite il Polo museale dell'Abruzzo, nel dicembre 2019 divenuto Direzione regionale Musei.

## Storia

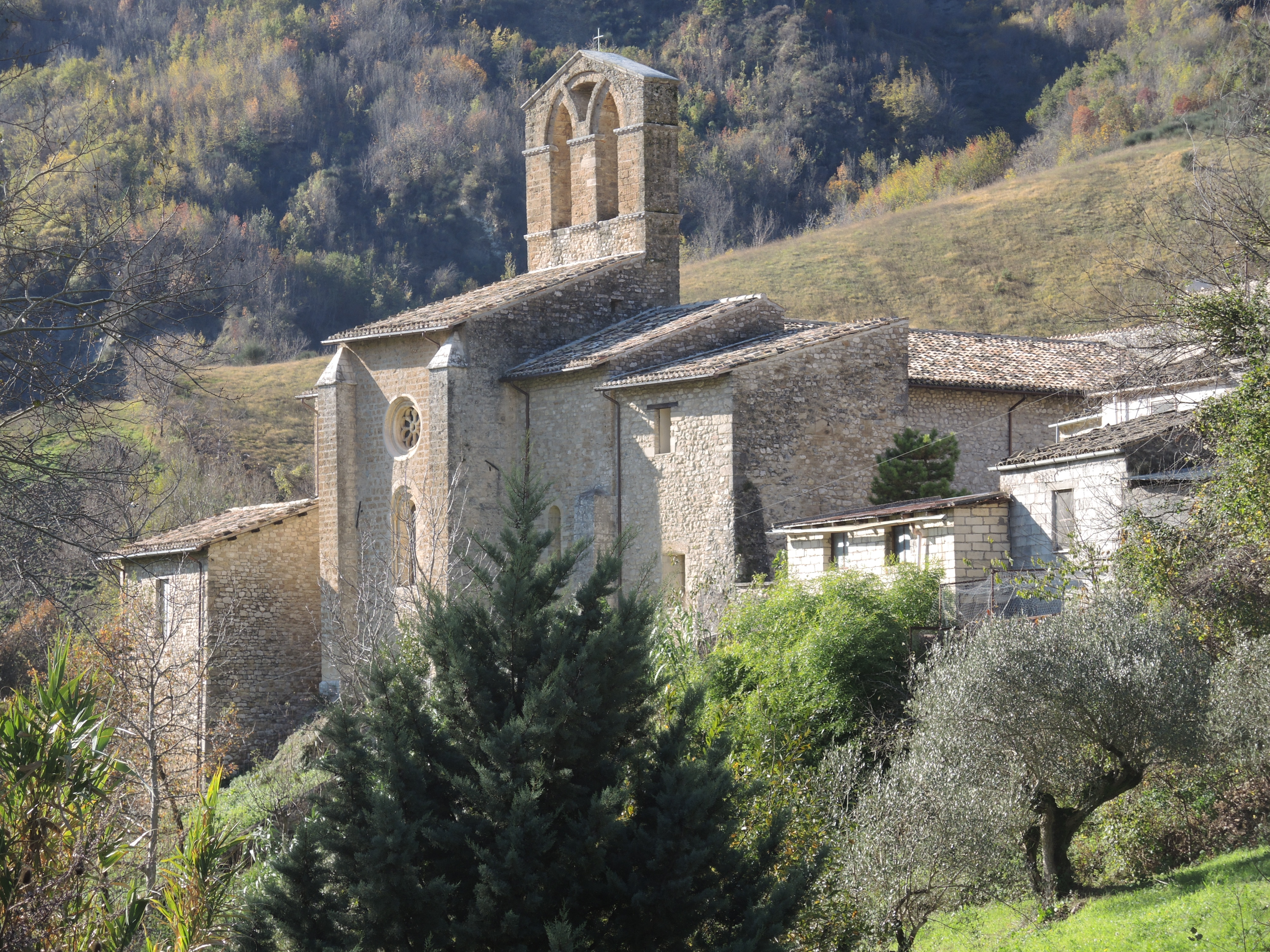
Abside

L'abbazia nasce nel 962 per volontà di Berardo o Bernardo, conte di Penne, sul monte Pietrarossa, alle pendici orientali del Gran Sasso. 
Notizie importanti circa la fondazione e le proprietà dell'abbazia benedettina si traggono dalla cronaca redatta dal monaco Alessandro, che racconta la storia del monastero dalle origini fino al 1193.
Da questa si trae la maggior parte delle notizie storiche relative al Monastero. Ad esempio nel 1066 il nipote del fondatore, che per ironia si chiamava anche lui Berardo o Bernardo, occupa l'Abbazia, i suoi edifici di servizio, i suoi campi e distrugge completamente le aree del Monastero occupate dai Monaci, costringendoli alla fuga e lasciando come unico custode religioso del luogo il fratello Sansone, che si era precedentemente fatto Monaco; nello stesso anno però i Normanni guidati da Ugo Malmozzetto (uno dei capitani di Roberto di Loritello, a sua volta braccio destro di Roberto il Guiscardo) che aveva iniziato nel 1061 la conquista dell'Abruzzo costiero, destituisce Berardo dalla Contea di Penne, prendendone il posto, e liberando l'Abbazia di San Bartolomeo dalla sua tirannia. Nel Chronicon non si fa cenno a ricostruzioni, sebbene le parti più antiche dell'edificio sembrino risalire proprio al XII ed al XIII secolo, oltre al restauro condotto negli anni 1970 dalla Soprintendenza; il campanile, ad esempio, venne terminato nel corso dell'XI secolo dall'Abate Erimondo, morto nel 1074. 
Il primo abate fu Benedetto, scelto dal conte Berardo, e sotto la sua reggenza al monastero giunse il braccio di San Bartolomeo, avvenimento tanto eccezionale che richiamò all'abbazia i vescovi di Teate, Valva, Penne, Marsica ed Apruzio.

## Architettura

### Esterno
Dell'abbazia rimangono poche tracce, mentre la chiesa è completamente restaurata.
La facciata, affiancata sul lato sinistro da un torrione quadrato, risale al XII secolo ed è la parte più antica della struttura. La facciata presenta un portico aperto da due fornici arcuati disposti in maniera asimmetrica. Inoltre sul tetto si trova un campanile a vento in corrispondenza dell'arco di trionfo della navata centrale.
Il portale che immette nella chiesa presenta una larga cornice ornata da rilievi che rappresentano un tralcio abitato, con l'inserzione di figure animali tre le volute del tralcio.
La parte posteriore presenta un'abside rettangolare ornata da una monofora e da un rosone a ruota.
Sulla destra della chiesa si trovano alcuni ruderi dello scomparso monastero, in precedenza coperti da un terrapieno.

### Interno

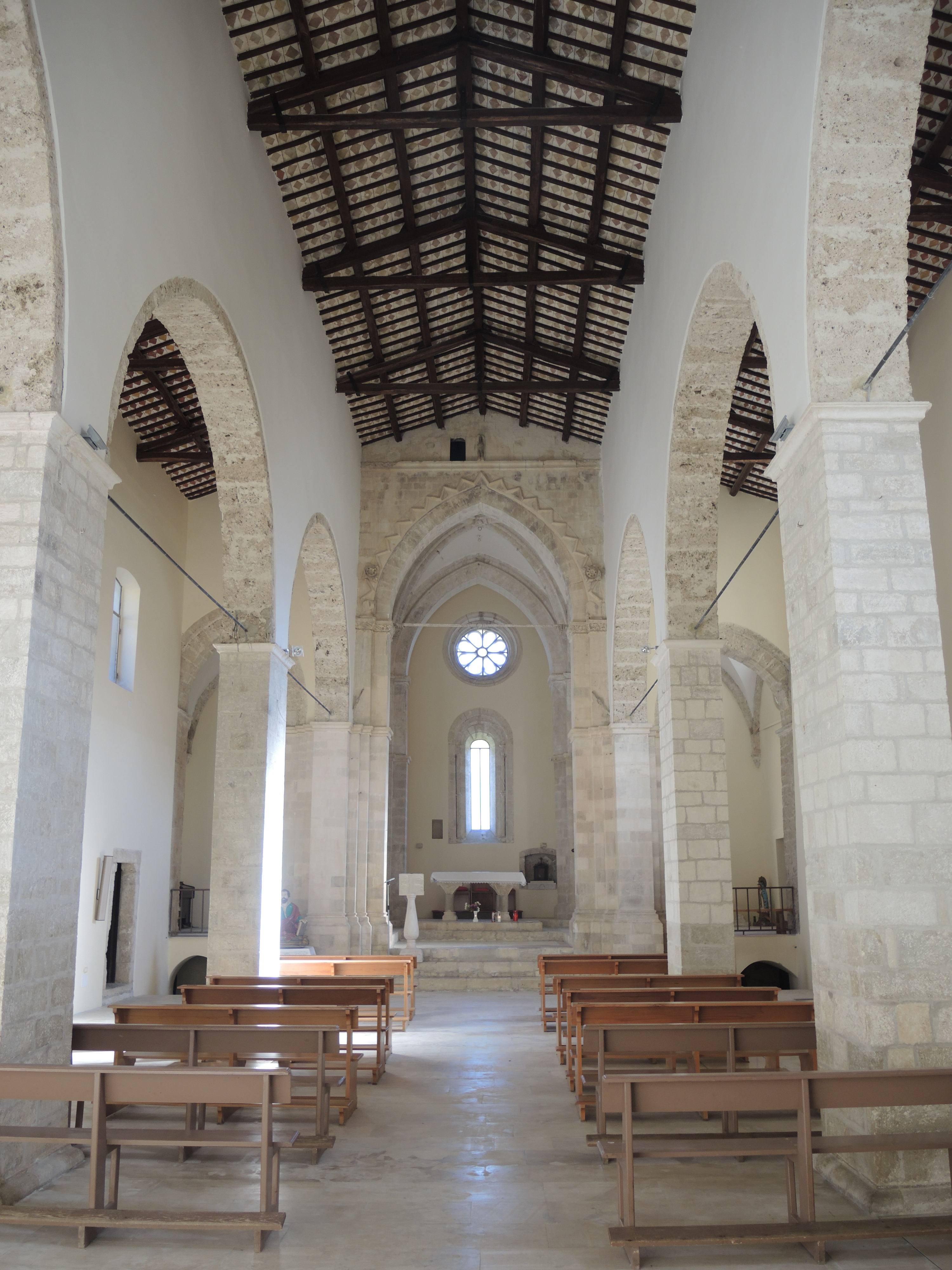
Interno

La chiesa ha una pianta a tre navate, divise da tre archi a tutto sesto sorretti da pilastri rettangolari e coperte da un tetto a capriate. L'aula longitudinale è separata dal presbiterio da tre archi a sesto acuto.
La zona presbiteriale, risalente al XIII secolo, è composta da un transetto diviso in tre campate rettangolari e coperto da volte a crociera, dal coro rettangolare e dalla cripta tripartita da pilastri quadrangolari.
L'altare è sorretto da quattro colonnine con capitelli decorati da figure di animali. 
Il presbiterio ed i bracci del transetto sono illuminati da monofore ornate da colonnine tortili.